# Amolops lifanensis
Espèce
Synonymes
- Staurois lifanensis Liu, 1945

Statut de conservation UICN

 LC  : Préoccupation mineure
Amolops lifanensis est une espèce d'amphibiens de la famille des Ranidae.

## Répartition
Cette espèce est endémique du centre du Sichuan en Chine,. Elle se rencontre entre 1 300 et 2 350 m d'altitude dans les xians de Li, Mao et peut être de Wenchuan.

## Étymologie
Son nom d'espèce, composé de lifan et du suffixe latin -ensis, « qui vit dans, qui habite », lui a été donné en référence au lieu de sa découverte, la ville de Li-fan au Sichuan.

## Publication originale
- Liu, 1945 : New frogs from West China. The Journal of the West China Border Research Society, ser. B, vol. 15, p. 28-42.